# Biskupia Struga
Biskupia Struga (Struga Biskupia, Struga Ostrowicka) – rzeka w centralnej Polsce, w województwie wielkopolskim, płynąca przez Pojezierze Gnieźnieńskie, o długości 19,4 km. Dorzecze rzeki obejmuje obszar około 250 km².

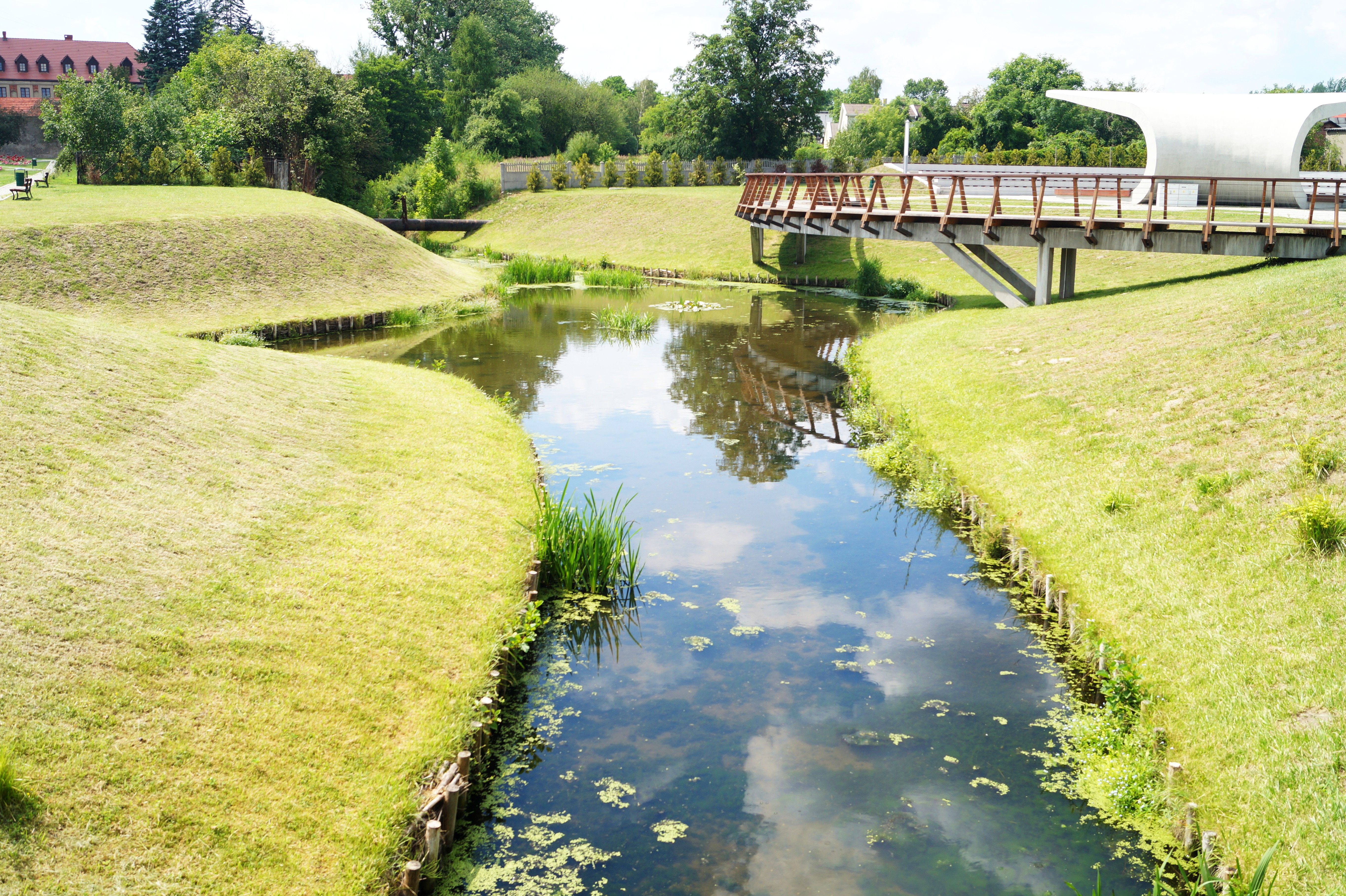
Biskupia Struga przepływająca przez Park w Kazimierzu Biskupim - widok z mostku w kierunku zachodnim, 28 czerwca 2016

Źródłem rzeki jest Jezioro Ostrowite (Jarockie) znajdujące się w gminie Ostrowite, między miejscowościami Ostrowite i Jarotki. Struga biegnie przez obszar trzech powiatów (słupeckiego, konińskiego i powiatu miasta Konin). Koryto i bieg rzeki są antropogeniczne – były wielokrotnie zmieniane z uwagi na tworzenie odkrywek węgla brunatnego KWB Konin. Rzeka uchodzi do Jeziora Gosławskiego, na granicy między gminą Kazimierz Biskupi a Koninem.

## Przebieg
Struga Ostrowicka o długości 19,4 km ma swoje źródło w Jeziorze Ostrowitym, na wysokości 102,7 m n.p.m. Stąd rzeka płynie na południowy wschód i po około 1,5 km wpada do Jeziora Koziegłowskiego. Następnie, między miejscowościami Izdebno i Przytuki, wpływa do powiatu konińskiego i płynie dalej w kierunku SSE. Od miejscowości Komorowo, koryto rzeki zostało na znacznym odcinku przełożone przez KWB Konin. Tamże struga skręca na SSW i wpada do sztucznego zbiornika Kozarzewek, będącego pozostałością po wyrobisku odkrywki Kazimierz Południe. Dalej rzeka płynie na wschód, stopniowo zmieniając kierunek na północny, wpływając do rowu odprowadzającego wody górnicze z odkrywki Kazimierz Południe. Koryto zmienia swój bieg na południowo-wschodni, przepływa przez wieś Nieświastów, ponownie skręca na północny wschód, wpadając do swojego dawnego koryta. Po około 500 metrach, Struga ponownie była regulowana przez człowieka. Część wód wpływa do pokopalnianego odstojnika i po jego pokonaniu ponownie wpływa w koryto, część płynie dalej na południe do Kazimierza Biskupiego. W miejscowości przebieg rzeki zmienia się na równoleżnikowy, a w Kamienicy do Strugi Biskupiej wpływa jej największy lewy dopływ – Struga Kleczewska. Rzeka ponownie zmienia swój bieg na południowy. Ponad kilometr dalej, rzeka łączy się z jej kolejnym dopływem – Rowem Głównym, odprowadzającym wody z odkrywek Jóźwin i Jóźwin IA. Rzeka uchodzi do Jeziora Gosławskiego, na zachód od Elektrowni Pątnów, na pograniczu gminy Kazimierz Biskupi i miasta Konin.

## Dolina Strugi Ostrowickiej
W początkowym biegu, aż do miejscowości Komorowo, rzeka biegnie swoim naturalnym, płytkim korytem, otoczonym terenami zabagnionymi. Poniżej Komorowa, koryto regulowane było z uwagi na prowadzone przez KWB Konin odkrywki węgla brunatnego. Nowe koryto jest wąskie (2-3 metry przy dnie), a jego głębokość jest zmienna i zależna od rzędnej terenu (zwykle 4-6 metrów), o przekroju zbliżonym do trapezu równoramiennego. W miejscowości Kamienica, rzeka ponownie wpływa w swoje stare koryto i płynie nim aż do ujścia w Jeziorze Gosławskim. Średni spadek rzeki wynosi około 0,9‰.

## Dorzecze
Dorzecze Biskupiej Strugi według różnych źródeł obejmuje obszar od 241,9 km² do 250,0 km².
Według Instytutu Meteorologii i Gospodarki Wodnej, który dokonał podziału Polski na jednostki hydrograficzne, zlewnia Biskupiej Strugi należy do dorzecza Warty.
Dorzecze Strugi w całości znajduje się w woj. wielkopolskim, obejmując część powiatu słupeckiego, powiatu konińskiego oraz miasta Konin.
Gospodarzem wszystkich wód w zlewni jest Regionalny Zarząd Gospodarki Wodnej w Poznaniu, który administruje regionem wodnym Warty, w tym zlewni bilansowej Warta od Neru do Prosny. Najdłuższym dopływem Strugi Biskupiej jest Struga Kleczewska. W ciągu rzeki znajdują się także dwa naturalne jeziora – Ostrowite (35 ha) i Koziegłowskie (37 ha).
Kopalnia Węgla Brunatnego Konin pozostawiła po sobie wiele obiektów hydrologicznych, znacznie przekształcając pierwotną zlewnię Strugi Biskupiej. W wyrobisku odkrywki Pątnów powstał zbiornik o powierzchni ok. 350 ha, na odkrywce Kazimierz w miejscowości Kozarzewek, zbiornik ma 65 ha, a powstające w okolicach Kleczewa jezioro ma mieć 522 ha. Poza sztucznymi jeziorami, powstała także sieć kanałów, rowów i osadników, odprowadzających wody kopalniane do zlewni Strugi Biskupiej.

## Jakość wód
Wody rzeki zostały ocenione w roku 2010 na III klasę jakości na podstawie elementów biologicznych, podczas gdy wspierające je elementy fizyczno-chemiczne wskazują na klasę II. Głównymi emitorami zanieczyszczeń są wody z odwadnianych odkrywek węgla brunatnego, często zanieczyszczonymi smarami czy olejami przemysłowymi, oczyszczalnia ścieków w Kazimierzu Biskupim, osiedle wielorodzinne w Nieświastowie oraz Struga Kleczewska, do której odprowadzane są wstępnie oczyszczone wody z oczyszczalni w Kleczewie. Duża ilość zawiesin powoduje tworzenie się stożka napływowego u ujścia rzeki do Jeziora Gosławskiego.
| Wskaźnik jakości wody             | Minimum | Maksimum | Średnia roczna | Klasa wskaźnikowa jakości wód |
| --------------------------------- | ------- | -------- | -------------- | ----------------------------- |
| Temperatura wody [°C]             | 2,0     | 21,0     | 10,9           | I klasa                       |
| Odczyn [pH]                       | 7,8     | 8,5      | 8,1            | I klasa                       |
| Tlen rozpuszczony [mg O2/l]       | 7,3     | 11,7     | 9,475          | I klasa                       |
| BZT5 [mg O2/l]                    | 0,9     | 8,1      | 4,433          | poniżej stanu dobrego         |
| Ogólny węgiel organiczny [mg C/l] | 5,72    | 18,0     | 9,517          | poniżej stanu dobrego         |
| Azot amonowy [mg NNH4/l]          | 0,0117  | 1,086    | 0,364          | I klasa                       |
| Azot Kjeldahla [mg N/l]           | 0,448   | 1,906    | 1,073          | II klasa                      |
| Azot azotanowy [mg NNO3/l]        | 0,52    | 2,908    | 1,169          | I klasa                       |
| Azot ogólny [mg N/l]              | 1,199   | 3,894    | 2,274          | I klasa                       |
| Fosfor ogólny [mg P/l]            | 0,131   | 0,408    | 0,271          | II klasa                      |
| Przewodność w 20 °C [μS/cm]       | 427     | 751      | 616            | I klasa                       |
| Makrofitowy Indeks Rzeczny        | 32,166  | 32,166   | 32,166         | III klasa                     |

## Regulacja rzeki
Kopalnia Węgla Brunatnego Konin znacząco wpłynęła na Strugę Biskupią i jej dorzecze. Zmiany dotyczą 60% powierzchni zlewni, głównie w jej centralnej i wschodniej części, gdzie istniały lub istnieją odkrywki węgla brunatnego. Ingerencja w stosunki wodne Strugi zaczęła się w 1957 roku, wraz z budową odkrywki Pątnów, która przekształciła wschodnią część zlewni, na północ od obecnej dzielnicy Konina – Pątnowa. Pięć lat później, w Kazimierzu Biskupim rozpoczęto budowę odkrywki Kazimierz. Osuszono wtedy znajdujące się w ciągu rzeki jezioro Kurzyniec oraz przeniesiono koryto rzeki na południe. Eksploatacja złóż z odkrywki Jóźwin, przerwała Strugę Kleczewską, główny dopływ Strugi Ostrowickiej. W celu odwodnienia odkrywek, KWB Konin wybudowało szereg kanałów, rowów, a także osadników, do których kierowane są wody brudne. W odstojnikach osadzają się cząstki stałe zawieszone w wodach kopalnianych. Oczyszczona woda zasila zlewnię Strugi Biskupiej, znacznie wpływając na jej przepływy.
| Rok     | Zrzut wód kopalnianych [m³/s] | Przepływ Strugi Ostrowickiej [m³/s] | Udział zrzutów w przepływie [%] |
| ------- | ----------------------------- | ----------------------------------- | ------------------------------- |
| 1995    | 2,02                          | 2,19                                | 92                              |
| 1996    | 2,00                          | 2,28                                | 88                              |
| 1997    | 2,42                          | 2,6                                 | 93                              |
| 1998    | 2,85                          | 2,63                                | 108                             |
| 1999    | 3,14                          | 3,04                                | 103                             |
| 2000    | 2,68                          | 2,36                                | 114                             |
| 2001    | 2,16                          | 2,15                                | 100                             |
| 2002    | 1,68                          | 1,94                                | 87                              |
| Średnia | 2,37                          | 2,40                                | 99                              |

Średnioroczny przepływ z lat 1995-2004 w przekroju ujścia Biskupiej Strugi wynosił 2,40 m³/s.
| Charakterystyka  | Miesiące | Miesiące | Miesiące | Miesiące | Miesiące | Miesiące | Miesiące | Miesiące | Miesiące | Miesiące | Miesiące | Miesiące | Półrocza | Półrocza | Rok  |
| Charakterystyka  | XI       | XII      | I        | II       | III      | IV       | V        | VI       | VII      | VIII     | IX       | X        | XI-IV    | V-X      | Rok  |
| ---------------- | -------- | -------- | -------- | -------- | -------- | -------- | -------- | -------- | -------- | -------- | -------- | -------- | -------- | -------- | ---- |
| Najwyższy Średni | 2,9      | 3,16     | 3,06     | 3,33     | 4,01     | 3,84     | 3,29     | 2,94     | 3,53     | 2,47     | 2,63     | 2,85     | 3,38     | 2,69     | 3,04 |
| Średni           | 2,11     | 2,15     | 2,29     | 2,49     | 2,50     | 2,41     | 2,21     | 1,98     | 2,17     | 1,92     | 2,00     | 2,01     | 2,32     | 2,05     | 2,19 |
| Najniższy Średni | 1,27     | 1,17     | 1,21     | 1,40     | 1,35     | 1,27     | 1,24     | 1,00     | 1,16     | 1,20     | 1,26     | 1,28     | 1,28     | 1,19     | 1,30 |

| Przytuki                              | 0,030 | 0,035 | 0,022 | 0,038 | 0,200 | 0,038 | 0,080 | 0,180 |
| Poniżej Kazimierza Biskupiego         | 0,52  | 0,45  | 0,50  | 0,69  | 0,92  | 0,59  | 0,58  | 0,67  |
| Poniżej ujścia Strugi Kleczewskiej    | 1,73  | 1,79  | 2,24  | 1,99  | 1,78  | 1,51  | 1,52  | 1,62  |
| Przed ujściem do Jeziora Gosławskiego | 2,19  | 2,28  | 2,60  | 2,63  | 3,04  | 2,36  | 2,15  | 1,94  |